# Karl Brändle

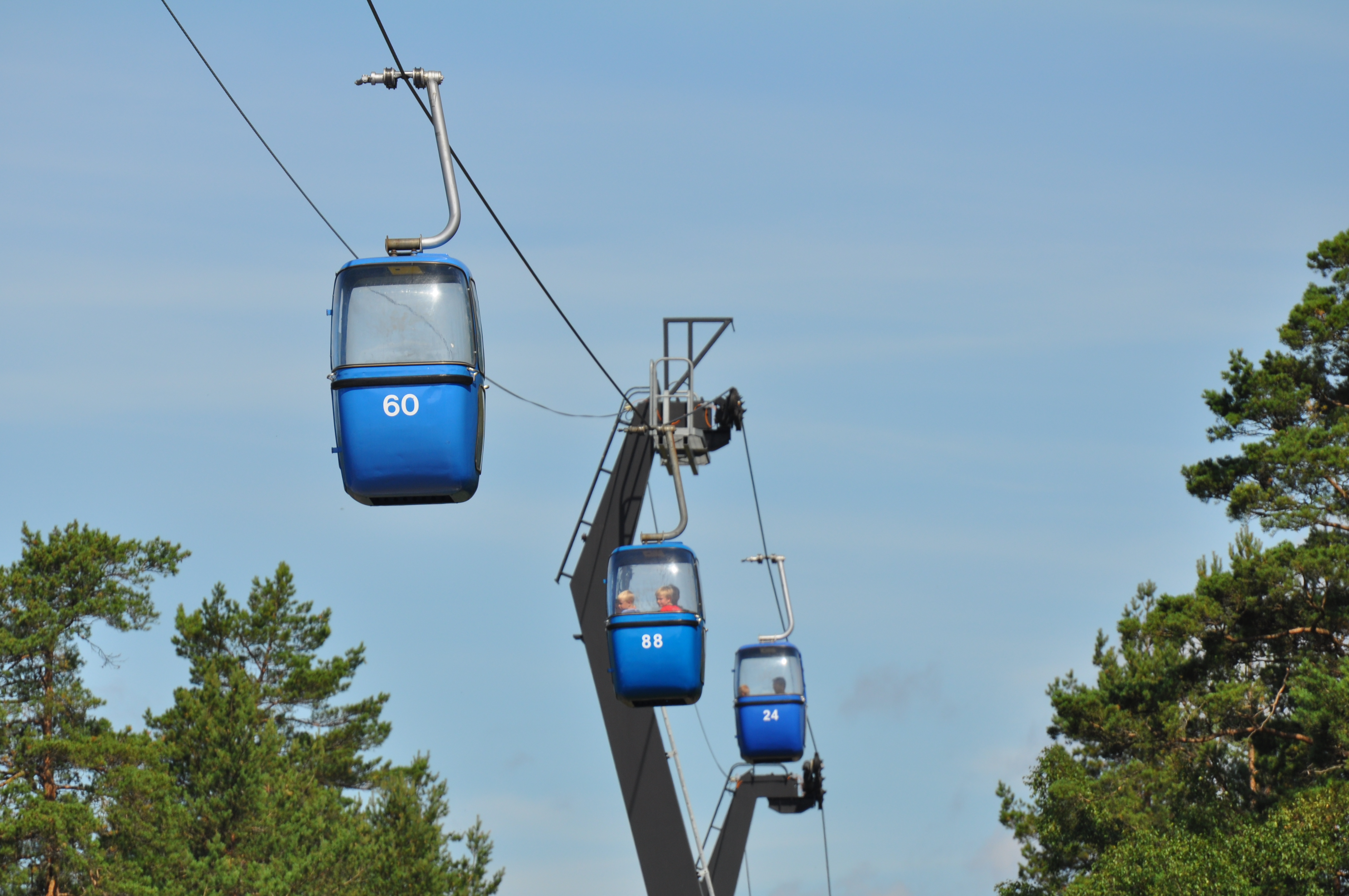
Bahn im Tierpark Kolmården (2010)

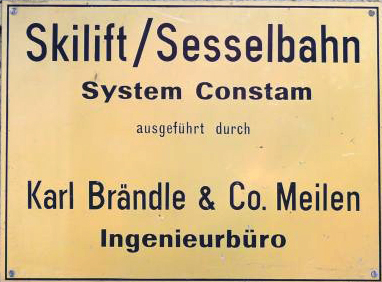
Skilift „Schilt“ in Mollis (2008)

Karl Brändle (* 12. Juli 1920 in Arbon; † 18. Februar 2014 in Meilen) war ein Schweizer Bergbahnpionier.
Nachdem er sich selbständig gemacht hatte, übernahm Brändle 1953 das Konkurrenzunternehmen Sameli-Huber, das über das Patent des Skilift-Erfinders Ernst Constam von 1931 verfügte. Brändle baute in den 1950er und 1960er Jahren zahlreiche Ski- und Sessellifte in der ganzen Schweiz. Auch im Ausland erstellte er Bahnen, unter anderem 1967 in Schweden im Tierpark Kolmården eine Bahn ähnlich der VR101, die bis 2010 in Betrieb war, oder in Israel, wo er 1971 mit der Masadabahn die tiefstgelegene Seilbahn der Welt baute.
Im Jahr 1969 verkaufte Brändle sein Unternehmen an die Habegger AG in Thun, wo er bis zu seiner Pensionierung als Verkaufschef arbeitete. Danach war er als Berater tätig.